# Оллман, Шелдон
Шелдон Оллман (англ. Sheldon Allman; 8 июня 1924; Чикаго, США — 22 января 2002; Калвер-Сити, Калифорния, США) — американо-канадский актёр,певец и автор песен.

## Биография
Родился в Чикаго. Начал петь в Королевской национальной гвардии Канады во время службы во Второй мировой войне в Королевских канадских военно-воздушных силах.
Переехал в Лос-Анджелес в 1949 году, чтобы поступить в Лос-Анджелесскую консерваторию музыки. После окончания учёбы, он снялся в 12 фильмах, включая такие известные фильмы, как «Невада Смит», «Сыновья Кэти Элдер», «Хад» и «Хладнокровное убийство». C ним вместе снимались известные актёры как Стив Маккуин, Джон Уэйн и Пол Ньюман. Он также появлялся в многочисленных телесериалах в 1960-х и 1970-х годах.
В 1960 году выпустил Folk Songs for the 21st Century — альбом песен, которые вращались вокруг научно-фантастических тем. Ироничный материал, который Оллман написал и аранжировал сам, включал такие названия, как «Crawl Out Through The Fallout» и «Radioactive Mama».
Песня «Crawl Out Through The Fallout» используется в видеоигре Fallout 4 и в телевизионном сериале Fallout 2024 года во время финальных титров первого эпизода 1 сезона.

## Смерть
22 января 2002 года Оллман умер от сердечной недостаточности у себя дома в Калвер-Сити, Калифорния, в возрасте 77 лет. Похоронен на кладбище Hillside Memorial Park в Калвер-Сити.

## Фильмография
- Грязный Гарри (фильм)
- Маленький домик в прериях (телесериал)
- Вся президентская рать.
- Хладнокровное убийство (фильм, 1967) — Преподобный Джим Пост
- Хад (фильм) — Мистер Томпсон
- Дымок из ствола.
- Сыновья Кэти Элдер. — Гарри Эверс